# Integral produto
Em cálculo infinitesimal, a integral produto ou integral multiplicativa é uma versão multiplicativa da integral. Foram primeiramente desenvolvidas pelo matemático e físico Vito Volterra em 1887 para resolver-se sistemas de equações diferenciais. Desde então integrais produto têm sido úteis em áreas que vão desde epidemiologia (estimador de Kaplan-Meier) até a dinâmica estocástica de populações, análise e mecânica quântica.
Integrais produto não tem destaque na matemática mais difundida, provavelmente devido à notação contra-intuitiva que Volterra utilizou. Até agora, várias versões do Cálculo de Produto são regularmente redescobertos e a gama de terminologias e notações continua a crescer.